# 单色龙胆
单色龙胆（学名：Gentiana monochroa）是龙胆科龙胆属的植物，其种加词“monochroa”意为“单色的”。中国特有植物。分布在中国大陆的西藏等地，生长于海拔4,000米至4,950米的地区，常生长在山坡，目前尚未由人工引种栽培。
现接受名为墨脱龙胆（Gentiana namlaensis Marquand, 1929）。